# Ancestors Legacy
Ancestors Legacy est un jeu vidéo de stratégie en temps réel développé par le studio polonais Destructive Creations et édité par la 1C Company. Il est sorti sous Windows le 22 mai 2018, puis sur Xbox One et PlayStation 4 en 2019 et sur Nintendo Switch en 2020. Le jeu s'inspire de faits historiques issus du Moyen Âge.

## Développement
Ancestors Legacy est annoncé le 10 mai 2017 comme étant en phase de développement par les polonais de Destructive Creations, alors sous le simple intitulé Ancestors,. Toutefois, le studio renommera plus tard son œuvre Ancestors Legacy afin d'éviter la confusion avec le jeu homonyme Ancestors: The Humankind Odyssey. Après cette annonce, la société lance sa première bande-annonce du jeu le 31 juillet. Par la suite, le jeu entre dans une phase bêta ouverte le 5 février 2018. La version bêta de l'aperçu solo du jeu est publiée lors de la Gamescom, le 3 septembre 2017.
Initialement, les deux versions devaient sortir le 22 mai mais la date de la version Windows est reportée le 22 août 2018, lors de la Gamescom 2018, la société 1C a annoncé que la version Xbox One allait bientôt sortir.
Le jeu est porté sur Nintendo Switch le 11 juin 2020. Le jeu tourne sur le moteur de jeu Unreal Engine 4.

## Système de jeu
Ancestors Legacy est un jeu de stratégie en temps réel. Le joueur a le choix de jouer un mode campagne ou un mode multijoueur dans lequel il peut choisir de jouer l'une des quatre civilisations: les Vikings, les Anglo-Saxons, les Teutons ou les Slaves (Sarrasins avec le DLC Saladin's Conquest DLC). Le jeu reprend les mécaniques classiques du genre tels que la gestion des ressources, du terrain, de l'expérience et du moral des troupes. Le jeu propose un cycle jour-nuit qui change la façon de jouer des factions. Le jeu propose également une vue « cinématique » duquel le joueur peut observer librement les affrontements en contrôlant la caméra au plus près des combattants.

### Solo
Ancestors Legacy possède au moins une campagne pour chaque nation. La campagne anglo-saxonne se déroule sous les règnes d'Edward le Confesseur, de Guillaume le Conquérant et du comte de Huntingdon. Pour la campagne Vikings, l'action se déroule en 793 et est divisée en deux parties. La première partie se déroule lors du raid du monastère de Lindisfarne qui fut le début fondamental de l'ère Viking et sert de tutoriel. Une fois le didacticiel terminé, les autres campagnes deviennent disponibles. La deuxième partie se déroule en 892 et est dédiée à Riourik, un chef varangien pendant la campagne Ladoga. Les Slaves et les Teutons possèdent chacun une campagne. Pendant les campagnes, l'IA est capable de remplacer les pertes et d'envoyer de grandes armées vers la base du joueur.

### Multijoueur
L'aspect multijoueur du jeu offre des choix de domination et d'annihilation pendant lesquels un joueur peut avoir jusqu'à dix escouades. Les batailles multijoueurs peuvent se dérouler sur 15 cartes préparées pour 2, 4 ou 6 joueurs (un joueur contre un joueur, deux contre deux, ou trois contre trois).

## Mises à jour
En septembre 2018, Destructive Creations avait ajouté une deuxième campagne slave où le joueur peut diriger Boleslas Ier de Pologne et son fils Mieszko II.
En décembre 2018, Destructive Creations avait annoncé la sortie d'une campagne gratuite à télécharger intitulée Ancestors Legacy: History of the Teutonic Order. La campagne, qui se compose de cinq missions d'histoire, est divisée en deux parties. La première partie racontera l'histoire de Herkus Monte et de sa rébellion contre l'Ordre Teutonique lors du Grand soulèvement prussien à Magdebourg. La deuxième partie de la campagne est consacrée au commandant de l'ordre teutonique Konrad von Tirberg et au siège du bastion rebelle, le château de Lidzbark. Tout ce contenu se déroule au 13e siècle.
En mai 2019, Destructive Creations a publié un DLC payant intitulé Ancestors Legacy: Saladin's Conquest. Le DLC contient une nouvelle nation sarrasine et principalement une toute nouvelle campagne, mais cette fois Ancestors Legacy quitte le sol européen et raconte une histoire complètement différente du point de vue de Saladin, le premier sultan d'Égypte et de Syrie. Il contient cinq nouvelles missions, trois nouvelles cartes multijoueurs et de nouvelles réalisations.

## Accueil
IGN avait déclaré qu'en dépit de certaines inexactitudes historiques et de certains problèmes tactiques, le jeu prenait la forme classique d'un jeu de stratégie en temps réel. Lennart Bachmann de Big Boss Battle avait critiqué sa variété de troupes et de terrains ainsi que la construction de bases sans grand intérêt.